# Ужвентский район
Ужвентский район (лит. Užvenčio rajonas) — административно-территориальная единица в составе Литовской ССР, существовавшая в 1950—1962 годах. Центр — село (с 1956 — город) Ужвентис.
Ужвентский район был образован в составе Шяуляйской области Литовской ССР 20 июня 1950 года. В его состав вошли 17 сельсоветов Кельмеского уезда и 8 сельсоветов Тельшяйского уезда.
28 мая 1953 года в связи с ликвидацией Шяуляйской области Ужвентский район перешёл в прямое подчинение Литовской ССР.
8 декабря 1962 года Ужвентский район был упразднён, а его территория разделена между Кельмеским, Тельшяйским и Шяуляйским районами.